# Benthoctopus lothei
Benthoctopus lothei är en bläckfiskart som först beskrevs av Chun 1913.  Benthoctopus lothei ingår i släktet Benthoctopus och familjen Octopodidae. Inga underarter finns listade i Catalogue of Life.